# Dolores Egaña
María Dolores Egaña Fabres fue la primera mujer chilena en seguir estudios no titulados  en la Facultad de Filosofía de la Real Universidad de San Felipe (ahora Universidad de Chile) en 1810. Fue hija del legislador peruano Juan Egaña Risco, quien impulsó la masificación de la educación y la inclusión de mujeres en ella. Él era catedrático universitario en Retórica, por lo que la historiadora Teresa Pereira señala que la presencia de Dolores Egaña en la universidad fue producto de la educación brindada dentro de la familia.